# Кастеларе ди Казинка
Кастеларе ди Казинка (фр. Castellare-di-Casinca) насеље је и општина у Француској у региону Корзика, у департману Горња Корзика која припада префектури Бастија.
По подацима из 2011. године у општини је живело 607 становника, а густина насељености је износила 68,36 становника/km². Општина се простире на површини од 8,88 km². Налази се на средњој надморској висини од 150 метара (максималној 320 m, а минималној 0 m).

## Демографија
| 1962. | 1968. | 1975. | 1982. | 1990. | 1999. | 2011. |
| ----- | ----- | ----- | ----- | ----- | ----- | ----- |
| 391   | 404   | 615   | 360   | 389   | 498   | 607   |

График промене броја становника у току последњих година